# Liste von in der Russischen Akademie der Wissenschaften verwendeten Abkürzungen
Dies ist eine Liste von in der Russischen Akademie der Wissenschaften verwendeten Abkürzungen. Zu den Entsprechungen der akademischen Grade siehe den Artikel Akademischer Grad.
Die Transkription kyrillischer Buchstaben richtet sich stets nach den im Artikel Kyrillisches Alphabet vorgegebenen Regeln, und zwar denen der deutschen Transkription (im Gegensatz zur wissenschaftlichen Transliteration, die in der deutschsprachigen Wikipedia im Allgemeinen nicht verwendet wird, hier jedoch stets mit angegeben wird).
Die folgende Liste erhebt keinen Anspruch auf Aktualität oder Vollständigkeit.

## Abkürzungen
(vorerst nach dem russischen Gebrauch bei inr.ru bzw. in der Reihenfolge des Kyrillischen Alphabets)

### Akademischer Grad
(siehe auch Akademischer Grad (GUS))
- ak.	- akademik (russisch ак. - академик, wiss. Transliteration ak.	- akademik) = Akademiemitglied

- tschl.-k. - tschlen korrespondent RAN (russisch чл.-к.	- член корреспондент РАН, wiss. Transliteration čl.-k.	- člen korrespondent RAN) = Korrespondierendes Mitglied der RAW

- d.b.n. - doktor biologitscheskich nauk (russisch д.б.н.	- доктор биологических наук, wiss. Transliteration d.b.n.	- doktor biologičeskich nauk) = Doktor der biologischen Wissenschaften

- k.b.n. - kandidat biologitscheskich nauk (russisch к.б.н.	- кандидат биологических наук, wiss. Transliteration k.b.n.	- kandidat biologičeskich nauk) = Kandidat der biologischen Wissenschaft

- k.wojen.n. - kandidat wojennych nauk (russisch к.воен.н. - кандидат военных наук, wiss. Transliteration k.voen.n.	- kandidat voennych nauk) = Kandidat der Militärwissenschaft

- d.g.n. - doktor geografitscheskich nauk (russisch д.г.н. - доктор географических наук, wiss. Transliteration d.g.n.	- doktor geografičeskich nauk) = Doktor der geographischen Wissenschaften

- k.g.n. - kandidat geografitscheskich nauk (russisch к.г.н.	- кандидат географических наук, wiss. Transliteration k.g.n.	- kandidat geografičeskich nauk) = Kandidat der Geographischen Wissenschaften

- d.g.-m.n. - doktor geologo-mineralogitscheskich nauk (russisch д.г.-м.н.	- доктор геолого-минералогических наук, wiss. Transliteration d.g.-m.n. - doktor geologo-mineralogičeskich nauk) = Doktor der Geologisch-Mineralogischen Wissenschaften

- k.g.-m.n. - kandidat geologo-mineralogitscheskich nauk (russisch к.г.-м.н.	- кандидат геолого-минералогических наук, wiss. Transliteration k.g.-m.n. - kandidat geologo-mineralogičeskich nauk) = Kandidat der Geologischen und Mineralogischen Wissenschaften

- d.i.n.	- doktor istoritscheskich nauk (russisch д.и.н.	- доктор исторических наук, wiss. Transliteration d.i.n.	- doktor istoričeskich nauk) = Doktor der historischen Wissenschaften

- k.i.n.	- kandidat istoritscheskich nauk (russisch к.и.н. - кандидат исторических наук, wiss. Transliteration k.i.n.	- kandidat istoričeskich nauk) = Kandidat der Historischen Wissenschaften

- d.isk.	- doktor iskusstwowedenija (russisch д.иск.	- доктор искусствоведения, wiss. Transliteration d.isk.	- doktor iskusstvovedenija) = Doktor der Kunstgeschichte

- k.isk.	- kandidat iskusstwowedenija (russisch к.иск. - кандидат искусствоведения, wiss. Transliteration k.isk.	- kandidat iskusstvovedenija) = Kandidat der Kunstgeschichte

- d.m.n.	- doktor medizinskich nauk (russisch д.м.н.	- доктор медицинских наук, wiss. Transliteration d.m.n.	- doktor medicinskich nauk) = Doktor der medizinischen Wissenschaften

- k.m.n.	- kandidat medizinskich nauk (russisch к.м.н.	- кандидат медицинских наук, wiss. Transliteration k.m.n.	- kandidat medicinskich nauk) = Kandidat der medizinischen Wissenschaften

- d.ped.n. - doktor pedagogitscheskich nauk (russisch д.пед.н.	- доктор педагогических наук, wiss. Transliteration d.ped.n. - doktor pedagogičeskich nauk) = Doktor der Pädagogischen Wissenschaften

- k.ped.n. - kandidat pedagogitscheskich nauk (russisch к.пед.н.	- кандидат педагогических наук, wiss. Transliteration k.ped.n. - kandidat pedagogičeskich nauk) = Kandidat der pädagogischen Wissenschaften

- d.polit.n.	- doktor polititscheskich nauk (russisch д.полит.н.	- доктор политических наук, wiss. Transliteration d.polit.n.	- doktor političeskich nauk) = Doktor der Politikwissenschaften

- k.polit.n. - kandidat polititscheskich nauk (russisch к.полит.н. - кандидат политических наук, wiss. Transliteration k.polit.n.	- kandidat političeskich nauk) = Kandidat der Politikwissenschaften

- d.p.n.	- doktor psichologitscheskich nauk (russisch д.п.н.	- доктор психологических наук, wiss. Transliteration d.p.n.	- doktor psichologičeskich nauk) = Doktor der Pädagogischen Wissenschaften

- k.p.n.	- kandidat psichologitscheskich nauk (russisch к.п.н.	- кандидат психологических наук, wiss. Transliteration k.p.n.	- kandidat psichologičeskich nauk) = Kandidat der psychologischen Wissenschaften

- d.s.-ch.n. - doktor selskochosjajstwennych nauk (russisch д.с.-х.н.	- доктор сельскохозяйственных наук, wiss. Transliteration d.s.-ch.n.	- doktor sel'skochozjajstvennych nauk) = Doktor der Agrarwissenschaften

- k.s.-ch.n. - kandidat selskochosjajstwennych nauk (russisch к.с.-х.н.	- кандидат сельскохозяйственных наук, wiss. Transliteration k.s.-ch.n. - kandidat sel'skochozjajstvennych nauk) = Kandidat der Agrarwissenschaften

- d.soziol.n.	- doktor soziologitscheskich nauk (russisch д.социол.н.	- доктор социологических наук, wiss. Transliteration d.sociol.n. - doktor sociologičeskich nauk) = Doktor der soziologischen Wissenschaften

- k.soziol.n.	- kandidat soziologitscheskich nauk (russisch к.социол.н. - кандидат социологических наук, wiss. Transliteration k.sociol.n. - kandidat sociologičeskich nauk) = Kandidat der soziologischen Wissenschaften

- d.t.n.	- doktor technitscheskich nauk (russisch д.т.н.	- доктор технических наук, wiss. Transliteration d.t.n.	- doktor techničeskich nauk) = Doktor der technischen Wissenschaften

- k.t.n.	- kandidat technitscheskich nauk (russisch к.т.н.	- кандидат технических наук, wiss. Transliteration k.t.n.	- kandidat techničeskich nauk) = Kandidat der technischen Wissenschaften

- k.farm.n.	- kandidat farmakologitscheskich nauk (russisch к.фарм.н.	- кандидат фармакологических наук, wiss. Transliteration k.farm.n. - kandidat farmakologičeskich nauk) = Kandidat der pharmakologischen Wissenschaften

- d.f.n.	- doktor filologitscheskich nauk (russisch д.ф.н.	- доктор филологических наук, wiss. Transliteration d.f.n.	- doktor filologičeskich nauk) = Doktor der philologischen Wissenschaften

- k.f.n.	- kandidat filologitscheskich nauk (russisch к.ф.н.	- кандидат филологических наук, wiss. Transliteration k.f.n.	- kandidat filologičeskich nauk) = Kandidat der philologischen Wissenschaften

- d.f.-m.n.	- doktor fisiko-matematitscheskich nauk (russisch д.ф.-м.н.	- доктор физико-математических наук, wiss. Transliteration d.f.-m.n.	- doktor fiziko-matematičeskich nauk) = Doktor der physikalisch-mathematischen Wissenschaften

- k.f.-m.n. - kandidat fisiko-matematitscheskich nauk (russisch к.ф.-м.н.	- кандидат физико-математических наук, wiss. Transliteration k.f.-m.n. - kandidat fiziko-matematičeskich nauk) = Kandidat der physikalisch-mathematischen Wissenschaften

- d.filos.n.	- doktor filossofskich nauk (russisch д.филос.н.	- доктор философских наук, wiss. Transliteration d.filos.n.	- doktor filosofskich nauk) = Doktor der philosophischen Wissenschaften

- k.filos.n.	- kandidat filossofskich nauk (russisch к.филос.н.	- кандидат философских наук, wiss. Transliteration k.filos.n.	- kandidat filosofskich nauk) = Kandidat der philosophischen Wissenschaften

- d.ch.n.	- doktor chimitscheskich nauk (russisch д.х.н.	- доктор химических наук, wiss. Transliteration d.ch.n. - doktor chimičeskich nauk) = Doktor der philosophischen Wissenschaften

- k.ch.n.	- kandidat chimitscheskich nauk (russisch к.х.н. - кандидат химических наук, wiss. Transliteration k.ch.n.	- kandidat chimičeskich nauk) = Kandidat der philosophischen Wissenschaften

- d.e.n.	- doktor ekonomitscheskich nauk (russisch д.э.н. - доктор экономических наук, wiss. Transliteration d.ė.n.	- doktor ėkonomičeskich nauk) = Doktor der Wirtschaftswissenschaften

- k.e.n.	- kandidat ekonomitscheskich nauk (russisch к.э.н.	- кандидат экономических наук, wiss. Transliteration k.ė.n.	- kandidat ėkonomičeskich nauk) = Kandidat der Wirtschaftswissenschaften

- d.ju.n.	- doktor juriditscheskich nauk (russisch д.ю.н.	- доктор юридических наук, wiss. Transliteration d.ju.n.	- doktor juridičeskich nauk) = Doktor der Rechtswissenschaften

- k.ju.n.	- kandidat juriditscheskich nauk (russisch к.ю.н. - кандидат юридических наук, wiss. Transliteration k.ju.n.	- kandidat juridičeskich nauk) = Kandidat der Rechtswissenschaften

### Institutionen
- RAN	- Rossijskaja akademija nauk (russisch РАН	- Российская академия наук, wiss. Transliteration RAN	- Rossijskaja akademija nauk) = Russische Akademie der Wissenschaften

- DWO	- Dalnewostotschnoje otdelenije (russisch ДВО	- Дальневосточное отделение, wiss. Transliteration DVO	- Dal'nevostočnoe otdelenie) = Niederlassung Fernost

- SO	- Sibirskoje otdelenije (russisch СО	- Сибирское отделение, wiss. Transliteration SO	- Sibirskoe otdelenie) = Sibirische Niederlassung

- UrO	- Uralskoje otdelenije (russisch УрО	- Уральское отделение, wiss. Transliteration UrO	- Ural'skoe otdelenie) = Büro Ural

- NZ	- Nautschny zentr (russisch НЦ	- Научный центр, wiss. Transliteration NC	- Naučnyj centr) = Wissenschaftliches Zentrum

- WNZ RAN i RSO-A	- Wladikawkasski nautschny zentr RAN i Prawitelstwa Respubliki-Sewernaja Ossetija-Alanija (russisch ВНЦ РАН и РСО-А	- Владикавказский научный центр РАН и Правительства Республики-Северная Осетия-Алания, wiss. Transliteration VNC RAN i RSO-A	- Vladikavkazskij naučnyj centr RAN i Pravitel'stva Respubliki-Severnaja Osetija-Alanija) = Vladikavkaz Science Centre RAS und die Regierung der Republik Nordossetien-Alanien

- DNZ	- Dagestanski nautschny zentr (russisch ДНЦ	- Дагестанский научный центр, wiss. Transliteration DNC - Dagestanskij naučnyj centr) = Dagestan Science Centre

- IRLI RAN  - Institut russkoi literatury Rossiskoi akademii nauk (russisch ИРЛИ РАН - Институ́т ру́сской литерату́ры (Пу́шкинский Дом) Росси́йской акаде́мии нау́к) = Institut für russische Literatur der Russischen Akademie der Wissenschaften

- KBNZ	- Kabardino-Balkarski nautschny zentr (russisch КБНЦ	- Кабардино-Балкарский научный центр, wiss. Transliteration KBNC	- Kabardino-Balkarskij naučnyj centr) = Kabardino-Balkarisches Wissenschaftszentrum

- KasNZ	- Kasanski nautschny zentr (russisch КазНЦ	- Казанский научный центр, wiss. Transliteration KazNC	- Kazanskij naučnyj centr) = Wissenschaftliches Zentrum Kasan

- KarNZ	- Karelski nautschny zentr (russisch КарНЦ	- Карельский научный центр, wiss. Transliteration KarNC	- Karel'skij naučnyj centr) = Karelisches Wissenschaftszentrum

- KNZ	- Kolski nautschny zentr (russisch КНЦ	- Кольский научный центр, wiss. Transliteration KNC	- Kol'skij naučnyj centr) = Kola Wissenschaftszentrum

- NZTsch	- Nautschny zentr w Tschernogolowke (russisch НЦЧ	- Научный центр в Черноголовке, wiss. Transliteration NCČ - Naučnyj centr v Černogolovke) = Wissenschaftszentrum Tschernogolowka

- PNZ	- Puschtschinski nautschny zentr (russisch ПНЦ	- Пущинский научный центр, wiss. Transliteration PNC	- Puščinskij naučnyj centr) = Puschtschino Wissenschaftszentrum

- SamNZ	- Samarski nautschny zentr (russisch СамНЦ	- Самарский научный центр, wiss. Transliteration SamNC	- Samarskij naučnyj centr) = Samara Wissenschaftszentrum

- SPbNZ	- Sankt-Peterburgski nautschny zentr (russisch СПбНЦ	- Санкт-Петербургский научный центр, wiss. Transliteration SPbNC	- Sankt-Peterburgskij naučnyj centr) = Wissenschaftliches Zentrum St. Petersburg

- SNZ	- Saratowski nautschny zentr (russisch СНЦ	- Саратовский научный центр, wiss. Transliteration SNC	- Saratovskij naučnyj centr) = Wissenschaftszentrum Saratow

- TNZ	- Troizki nautschny zentr (russisch ТНЦ	- Троицкий научный центр, wiss. Transliteration TNC	- Troickij naučnyj centr) = Wissenschaftszentrum Troitsk

- UNZ	- Ufimski nautschny zentr (russisch УНЦ	- Уфимский научный центр, wiss. Transliteration UNC	- Ufimskij naučnyj centr) = Wissenschaftszentrum Ufa

- JuNZ	- Juschny nautschny zentr (russisch ЮНЦ	- Южный научный центр, wiss. Transliteration JuNC	- Južnyj naučnyj centr) = Wissenschaftliches Zentrum Süd

### Ortsnamen
(siehe auch Liste russischer Ortsnamenabkürzungen)
- Ap.	- Apatity (russisch Ап.	- Апатиты, wiss. Transliteration Ap.	- Apatity) = Südliches Wissenschaftliches Zentrum
- Arch.	- Archangelsk (russisch Арх.	- Архангельск, wiss. Transliteration Arch.	- Archangel'sk)
- Bl.	- Blagoweschtschensk (russisch Бл.	- Благовещенск, wiss. Transliteration Bl.	- Blagoveščensk)
- W.	- Wladiwostok (russisch В.	- Владивосток, wiss. Transliteration V.	- Vladivostok)
- Wds. - Wladikawkas (russisch Вдз.	- Владикавказ, wiss. Transliteration Vdz.	- Vladikavkaz)
- Wor.	- Woronesch (russisch Вор.	- Воронеж, wiss. Transliteration Vor.	- Voronež)
- Jek.	- Jekaterinburg (russisch Ек.	- Екатеринбург, wiss. Transliteration Ek.	- Ekaterinburg)
- I.	- Irkutsk (russisch И.	- Иркутск, wiss. Transliteration I.	- Irkutsk)
- Isch.	- Ischewsk (russisch Иж.	- Ижевск, wiss. Transliteration Iž.	- Iževsk)
- Kas.	- Kasan (russisch Каз.	- Казань, wiss. Transliteration Kaz.	- Kazan')
- Kem.	- Kemerowo (russisch Кем.	- Кемерово, wiss. Transliteration Kem.	- Kemerovo)
- K.	- Kijew (russisch К.	- Киев, wiss. Transliteration K.	- Kiev)
- Krd.	- Krasnodar (russisch Крд.	- Краснодар, wiss. Transliteration Krd.	- Krasnodar)
- Kr.	- Krasnojarsk (russisch Кр.	- Красноярск, wiss. Transliteration Kr.	- Krasnojarsk)
- M.	- Moskwa (russisch М.	- Москва, wiss. Transliteration M.	- Moskva)
- M.o.	- Moskowskaja oblast (russisch М.о.	- Московская область, wiss. Transliteration M.o.	- Moskovskaja oblast')
- Mur.	- Murmansk (russisch Мур.	- Мурманск, wiss. Transliteration Mur.	- Murmansk)
- N.	- Nowosibirsk (russisch Н.	- Новосибирск, wiss. Transliteration N.	- Novosibirsk)
- N.N.	- Nischni Nowgorod (russisch Н.Н.	- Нижний Новгород, wiss. Transliteration N.N.	- Nižnij Novgorod)
- O.	- Omsk (russisch О.	- Омск, wiss. Transliteration O.	- Omsk)
- Or.	- Orenburg (russisch Ор.	- Оренбург, wiss. Transliteration Or.	- Orenburg)
- Petros-k	- Petrosawodsk (russisch Петроз-к	- Петрозаводск, wiss. Transliteration Petroz-k	- Petrozavodsk)
- P-K	- Petropawlowsk-Kamtschatski (russisch П-К	- Петропавловск-Камчатский, wiss. Transliteration P-K	- Petropavlovsk-Kamčatskij)
- P.	- Perm (russisch П.	- Пермь, wiss. Transliteration P.	- Perm')
- R-D	- Rostow-na-Donu (russisch Р-Д	- Ростов-на-Дону, wiss. Transliteration R-D	- Rostov-na-Donu)
- Sam.	- Samara (russisch Сам.	- Самара, wiss. Transliteration Sam.	- Samara)
- SPb.	- Sankt-Peterburg (russisch СПб.	- Санкт-Петербург, wiss. Transliteration SPb.	- Sankt-Peterburg)
- S.	- Saratow (russisch С.	- Саратов, wiss. Transliteration S.	- Saratov)
- Skw.	- Syktywkar (russisch Скв.	- Сыктывкар, wiss. Transliteration Skv.	- Syktyvkar)
- Tb.	- Tbilissi (russisch Тб.	- Тбилиси, wiss. Transliteration Tb.	- Tbilisi)
- Tlt.	- Toljatti (russisch Тлт.	- Тольятти, wiss. Transliteration Tlt.	- Tol'jatti)
- T.	- Tomsk (russisch Т.	- Томск, wiss. Transliteration T.	- Tomsk)
- Tm.	- Tjumen (russisch Тм.	- Тюмень, wiss. Transliteration Tm.	- Tjumen')
- U-U	- Ulan-Ude (russisch У-У	- Улан-Удэ, wiss. Transliteration U-U	- Ulan-Udė)
- Fr.	- Frjasino (russisch Фр.	- Фрязино, wiss. Transliteration Fr.	- Frjazino)
- Ch.	- Chabarowsk (russisch Х.	- Хабаровск, wiss. Transliteration Ch.	- Chabarovsk)
- Tsch.	- Tschernogolowka (russisch Ч.	- Черноголовка, wiss. Transliteration Č.	- Černogolovka)
- Tschel.	- Tscheljabinsk (russisch Чел.	- Челябинск, wiss. Transliteration Čel.	- Čeljabinsk)
- Ju-S	- Juschno-Sachalinsk (russisch Ю-С	- Южно-Сахалинск, wiss. Transliteration Ju-S	- Južno-Sachalinsk)
- Ja.	- Jakutsk (russisch Я.	- Якутск, wiss. Transliteration Ja.	- Jakutsk)

### Verschiedenes
- p/o	- potschtowoje otdelenije (russisch п/о	- почтовое отделение, wiss. Transliteration p/o	- počtovoe otdelenie) = Postamt
- a/ja	- abonementny jaschtschik (russisch а/я	- абонементный ящик, wiss. Transliteration a/ja	- abonementnyj jaščik) = Abobox
- pos.	- posselok (russisch пос.	- поселок, wiss. Transliteration pos.	- poselok)
- d.	- domaschni (russisch д.	- домашний, wiss. Transliteration d.	- domašnij) = Zuhause
- t.	- telefon (russisch т.	- телефон, wiss. Transliteration t.	- telefon) = Telefon
- t/f	- telefaks (russisch т/ф	- телефакс, wiss. Transliteration t/f	- telefaks) = Telefax
- OMN	- Otdelenije matematitscheskich nauk (russisch ОМН	- Отделение математических наук, wiss. Transliteration OMN	- Otdelenie matematičeskich nauk) = Abteilung für mathematische Wissenschaften
- OFN	- Otdelenije fisitscheskich nauk (russisch ОФН	- Отделение физических наук, wiss. Transliteration OFN	- Otdelenie fizičeskich nauk) = Abteilung für physikalische Wissenschaften
- OITWS	- Otdelenije informazionnych technologi i wytschislitelnych sistem (russisch ОИТВС	- Отделение информационных технологий и вычислительных систем, wiss. Transliteration OITVS	- Otdelenie informacionnych technologij i vyčislitel'nych sistem) = Abteilung für Informationstechnologien und Computersysteme
- OEMMPU	- Otdelenije energetiki,maschinostrojenija,mechaniki i prozessow uprawlenija (russisch ОЭММПУ	- Отделение энергетики,машиностроения,механики и процессов управления, wiss. Transliteration OĖMMPU	- Otdelenie ėnergetiki,mašinostroenija,mechaniki i processov upravlenija) = Abteilung für Energie, Technik, Mechanik und Regelprozesse
- OChNM	- Otdelenije chimii i nauk o materialach (russisch ОХНМ	- Отделение химии и наук о материалах, wiss. Transliteration OChNM	- Otdelenie chimii i nauk o materialach) = Bereich Chemie und Materialwissenschaften
- OBN	- Otdelenije biologitscheskich nauk (russisch ОБН	- Отделение биологических наук, wiss. Transliteration OBN	- Otdelenie biologičeskich nauk) = Abteilung für Biologische Wissenschaften
- ONS	- Otdelenije nauk o Semle (russisch ОНЗ	- Отделение наук о Земле, wiss. Transliteration ONZ	- Otdelenie nauk o Zemle) = Fachbereich Geowissenschaften
- OON	- Otdelenije obschtschestwennych nauk (russisch ООН	- Отделение общественных наук, wiss. Transliteration OON	- Otdelenie obščestvennych nauk) = Abteilung für Sozialwissenschaften
- OIFN	- Otdelenije istoriko-filologitscheskich nauk (russisch ОИФН	- Отделение историко-филологических наук, wiss. Transliteration OIFN	- Otdelenie istoriko-filologičeskich nauk) = Abteilung für Historische und Philologische Wissenschaften